# Ризоид
Ризоидите са структури в растенията и гъбите, които функционират като корени, служещи за абсорбция.
В гъбите ризоидите са малки разклонени хифи, които израстват от столоните надолу в почвата. Тези структури изпускат храносмилателни ензими и абсорбират преработен органичен материал.
В растенията, растящи по земята, ризоидите представляват трихоми, които застопоряват растението за почвата. При Чернодробните мъхове ризоидите отсъстват или са извънклетъчни, но са многоклетъчни при клас Bryopsida.